# アルフォンス・アッセルマン
アルフォンス・アッセルマン（またはアッセルマンス、ハッセルマンスとも、Alphonse Hasselmans, 1845年3月5日 - 1912年5月19日）はベルギー出身のフランスのハープ奏者・作曲家。

## 経歴
ハープ独奏曲を数十曲手懸けたが、なかでも演奏会用練習曲《泉 La Source 》作品44が名高い。ほかに、他者が作曲したハープ以外の楽器のための作品を、ハープ用に編曲している。また、ニコラ＝シャルル・ボクサの校訂譜を作成した。
パリ音楽院ハープ科の教授を1884年から没年まで務め、20世紀の数々の重要なハープ奏者を育成した。門人に、アンリエット・ルニエ、マルセル・トゥルニエ、カルロス・サルセード、マルセル・グランジャニー、リリ・ラスキーヌ、ピエール・ジャメらがいる。
娘マルグリット（1876年-1947年）はピアニストになり、長年ガブリエル・フォーレの愛人として過ごした。息子ルイ（1878年-1957年）は指揮者になり、シカゴ市立歌劇場やメトロポリタン歌劇場など、長らくアメリカ合衆国で活躍した後、ルイジアナ州立大学の教授に就任している。